# Mosquée de Malmö

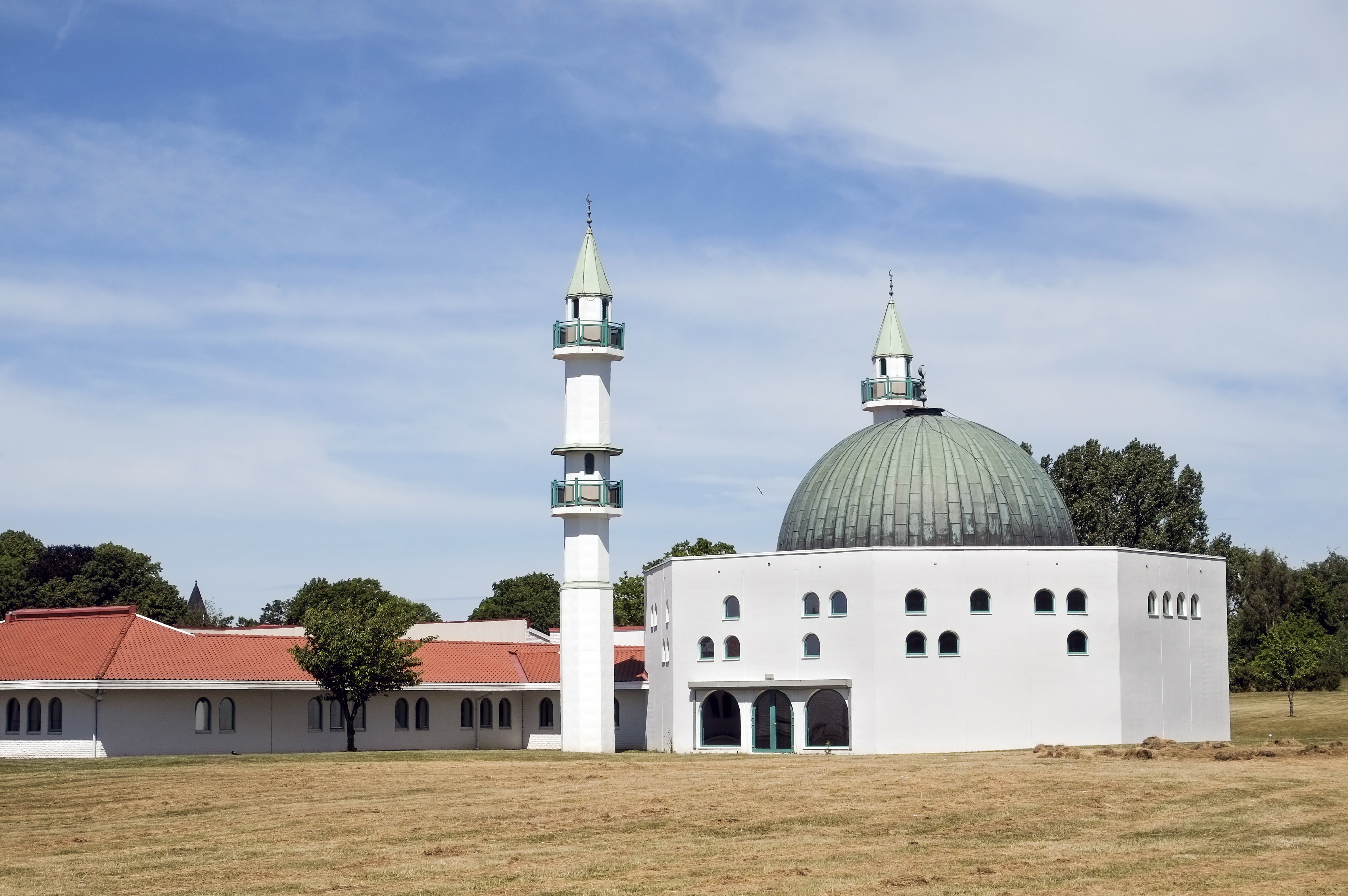
La mosquée de Malmö

La mosquée de Malmö (suédois: Malmö Moské) est une des principales mosquées de Suède, située dans la banlieue de Malmö, dans le Sud de la Suède. Elle a été inaugurée en 1984 comme la troisième mosquée de Scandinavie. Adjacent à la mosquée se trouve un centre islamique comprenant une école islamique et une bibliothèque. Elle sert de lieu de culte pour les quelque 75 000 musulmans (11 % de l'ensemble de la population) vivant dans l'agglomération.

## Attaques
La mosquée de Malmö a été la cible de nombreuses attaques.

### 28 avril 2003
Lors d'une attaque survenue le 28 avril 2003, la mosquée a été sévèrement endommagée et d'autres bâtiments du centre islamique ont été totalement détruits.

### 18 septembre 2005et21 octobre 2005
- Le 18 septembre 2005 une personne jette une bouteille contenant un liquide inflammable, se brisant sur les fenêtres de la mosquée. Néanmoins, il a été rapidement maîtrisé, empêchant ainsi de sérieux dégâts [2].
- Le 21 octobre 2005, 5 semaines après l'attaque de septembre 2005, une personne pénètre la mosquée dans le but de l'incendier. Les dommages causés par cette attaque se sont révélés être surtout à cause de la suie et de la fumée. Un homme a été transporté à l'hôpital souffrant des effets causés par la fumée, celui-ci était descendu dans la mosquée temporairement pour la période du Ramadan et dormait dans le bâtiment lorsque l'incendie a commencé[2].

### 31 décembre 2009
Le 31 décembre 2009, la mosquée de Malmö est la cible de tirs blessant une personne par éclats de verre. Le tireur présumé a été interpellé.

## Panorama

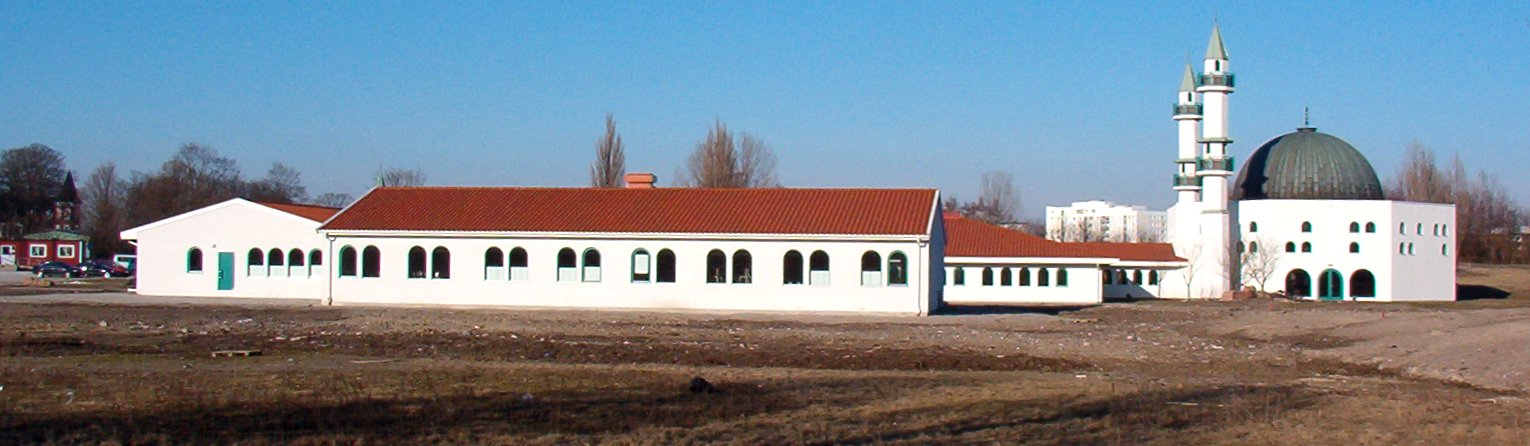
Panorama de la mosquée et du centre islamique de Malmö